# Abbaye Saint-Martial de Limoges
Vous lisez un « bon article » labellisé en 2018.
Pour les articles homonymes, voir église Saint-Martial.
L’abbaye Saint-Martial est une ancienne abbaye bénédictine de la ville de Limoges, dans le Limousin historique, en France.
Elle naît en 848, sur ordre de Charles le Chauve, de la transformation d'un chapitre de chanoines desservant le tombeau de saint Martial de Limoges et ses sanctuaires annexes en un établissement bénédictin. En 1062, la communauté adopte la réforme clunisienne. Après avoir été un centre culturel important au XIIe siècle, foyer d'art, de droit, de science et de technologie tout au long du Moyen Âge, l'abbaye est transformée en collégiale en 1535, puis végète jusqu'à la Révolution française. Dissoute en 1791, alors qu'elle est déjà à l'abandon, elle est physiquement démantelée à partir de 1794.
Sa crypte, qui contient les tombeaux de saint Martial et de sainte Valérie, est redécouverte en 1960. Elle est ensuite ouverte au public. À la suite de sondages archéologiques réalisés à partir de 2006, en particulier sur l'emplacement de la basilique du Sauveur, des fouilles de longue durée ont été entreprises à partir de 2015, qui conduisent à la fermeture du site. Vers la fin de l'année 2017, un projet de nouvelle mise en valeur des vestiges est en cours de préparation, sans qu'il soit communiqué de date de réouverture.

## Situation géographique

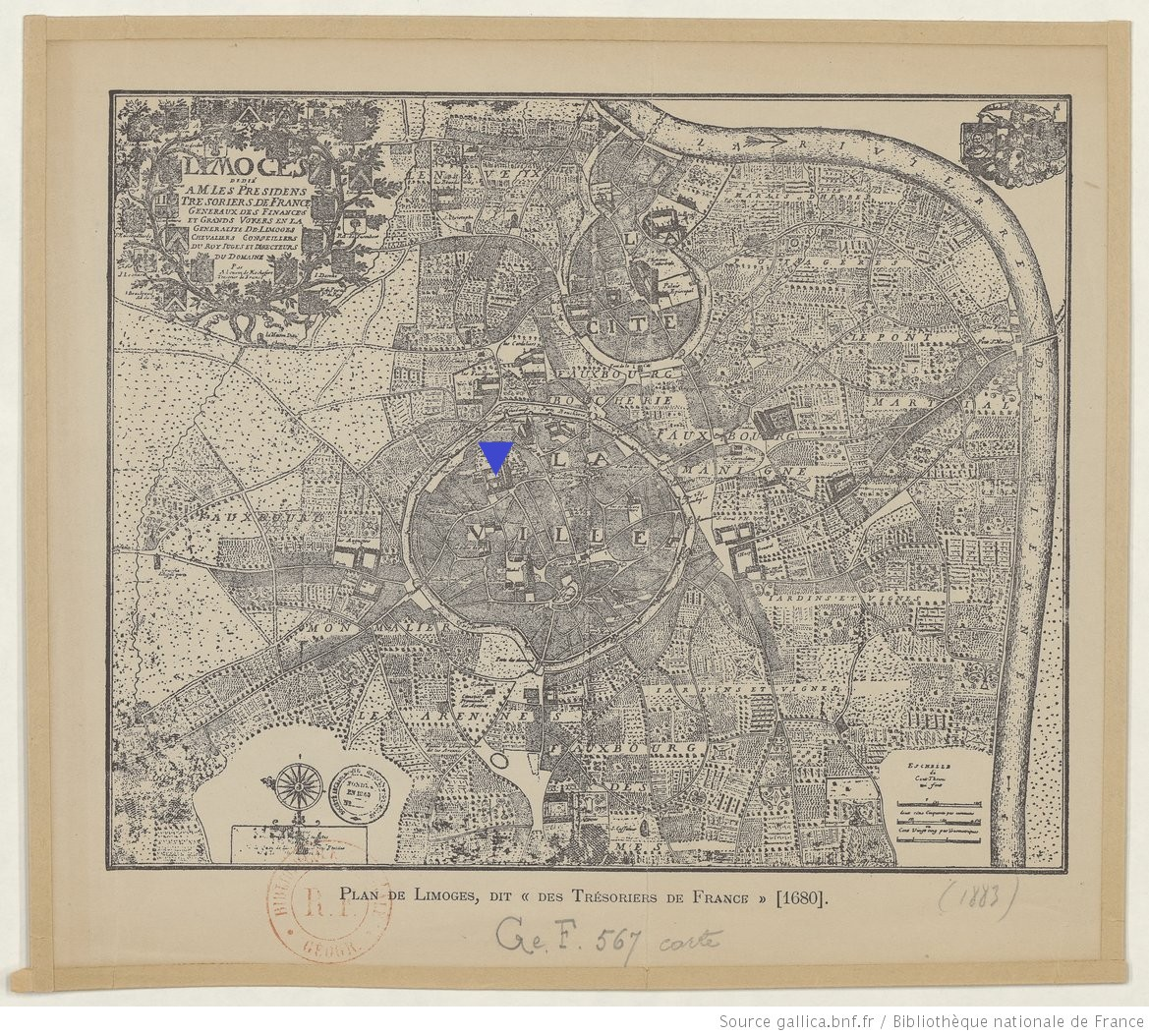
Localisation de l'abbaye Saint-Martial sur un plan de Limoges en 1680.

L'abbaye Saint-Martial était située dans la partie ancienne de la ville de Limoges, sur la rive droite de la Vienne, c'est-à-dire en plein centre de la ville actuelle. Elle occupait l'espace actuellement compris entre la rue de la Terrasse, au nord, la rue de la Courtine, au sud, la rue Jean-Jaurès, à l'ouest, et la place de la République, à l'est, qui appartenait dans son ensemble à l'abbaye. L'église abbatiale, au centre de cet espace, se trouvait à l'actuel emplacement de la rue Saint-Martial et de la partie ouest de la place de la République. Au Moyen Âge, l'abbaye composait, avec le château des vicomtes de Limoges, l'un des deux pôles de la ville, dit quartier du château, en opposition avec le quartier dit de la Cité, construit autour de la cathédrale.

## Histoire de l'abbaye

### Débuts de la communauté
La présence d'un culte sur le tombeau de saint Martial est attestée dès le VIe siècle, dans les œuvres de Grégoire de Tours. Vers 680, ce sanctuaire est témoin d'un épisode politique : un homme de guerre, nommé Loup, duc d'Aquitaine et de Vasconie, se révolte contre le pouvoir des rois francs et tente un coup de force dans la ville, qui a une importance stratégique pour le contrôle de l'Aquitaine. Il échoue, d'après les textes, du fait d'un miracle du saint, ou bien par l'opposition des habitants de Limoges.
Au Moyen Âge, l'abbaye et le quartier qui l'entoure constituent l'un des deux pôles urbains autour desquels la ville se développe. L'autre pôle est regroupé autour de la cathédrale.

### Transformation en abbaye bénédictine et construction d'une première abbatiale
Une basilique consacrée au Sauveur est construite à proximité immédiate, mais à côté, du tombeau de saint Martial au IXe siècle, à une date qui fait débat. Les principales informations données par les sources sur le sujet sont issues des œuvres du chroniqueur Adémar de Chabannes, moine à l'abbaye au début du XIe siècle. L'hypothèse traditionnelle considère les datations qu'il indique comme sujettes à caution, car il a développé un dossier de falsification pour faire considérer saint Martial comme un apôtre et non plus comme un confesseur, c'est-à-dire comme un prestigieux compagnon du Christ et non comme un saint ordinaire. Elle refuse donc la chronologie qu'il avance, lorsqu'il indique que la basilique aurait été consacrée en 832 et aurait accueilli le sacre de Charles l'Enfant, fils de Charles II le Chauve comme roi d'Aquitaine en 855 : la construction de cette église n'aurait guère eu de sens quelques années avant la transformation de la communauté qui desservait le sanctuaire en abbaye bénédictine, en 848. Cependant, une autre hypothèse, plus récente, pourrait valider la chronologie d'Adémar de Chabannes : la basilique aurait été construite en 832 dans le cadre d'un ensemble palatial, qui aurait donc naturellement accueilli le sacre de Charles l'Enfant. Saint-Martial de Limoges paraît jouer alors un rôle politique et mémoriel important pour les rois et ducs d'Aquitaine.
Pour répondre à une épidémie d'ergotisme, en 994, l'évêque de Limoges Hilduin et son frère Geoffroy, abbé de Saint-Martial, organisent une procession avec les reliques de plusieurs saints limousins, et en premier lieu saint Martial. Ses reliques, tirées de son tombeau, sont placées dans une châsse d'or et transportées en procession jusqu'au Montjovis, un lieu situé à un peu plus d'un kilomètre de l'abbaye (aujourd'hui un quartier du nord-ouest de Limoges), le 12 novembre 994. Là, elles sont présentées à la vénération des fidèles avec celles des autres saints limousins. Elles y demeurent jusqu'au 4 décembre, puis sont rapportées à l'abbatiale. À cette date, l'épidémie s'est interrompue. Le clergé et le duc Guillaume IV d'Aquitaine profitent de ce rassemblement, et de la joie liée à la fin de l'épidémie, pour instaurer la Paix de Dieu. La pratique de la procession et de la présentation des reliques à la vénération des fidèles est ensuite reprise ponctuellement pendant plusieurs siècles, puis une périodicité septennale est instaurée au cours du XVIe siècle. Elle reçoit au XIIIe siècle le nom d'ostensions.

### Campagne pour l'apostolicité de saint Martial

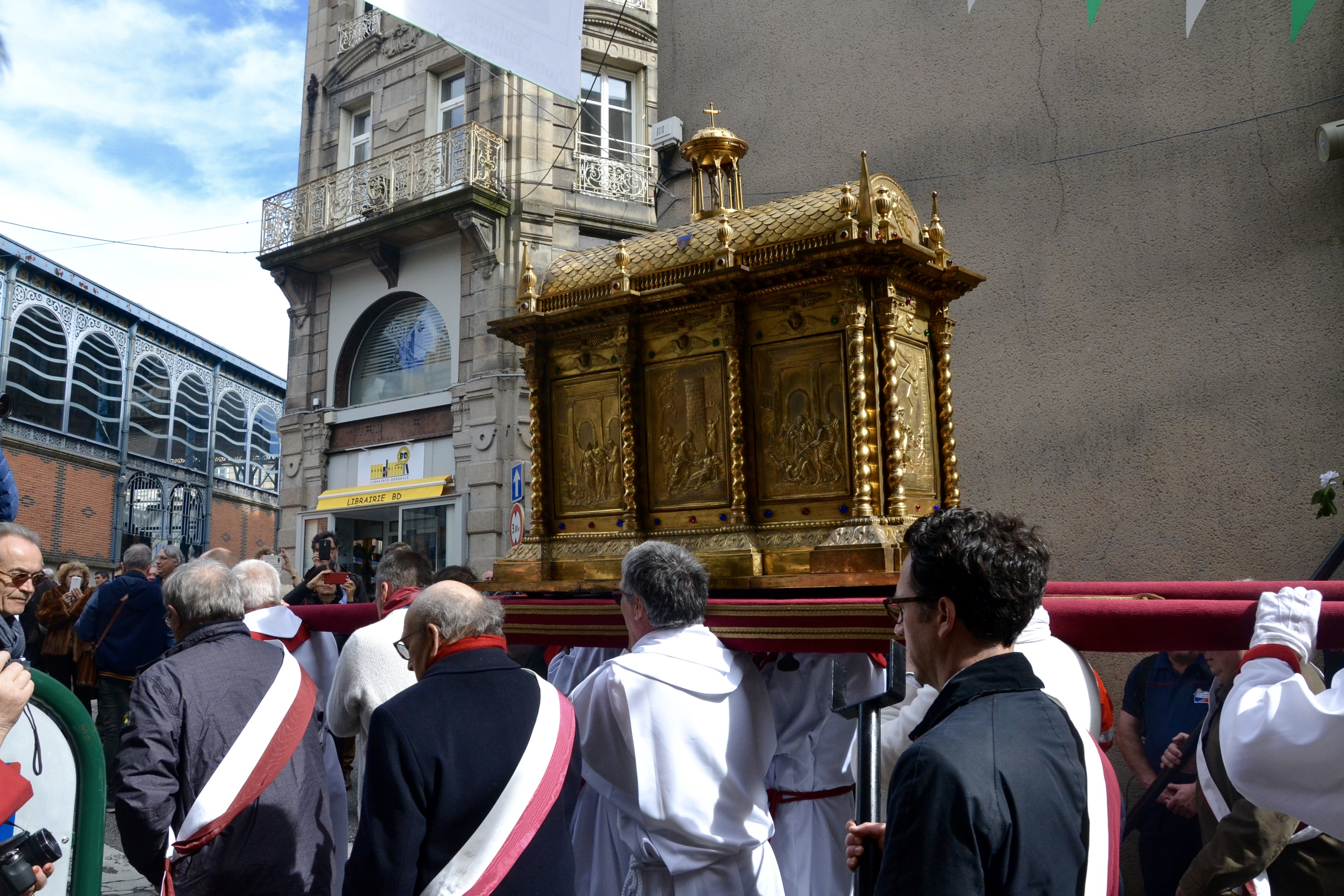
Reliquaire de saint Martial lors de la procession des ostensions limousines en 2016.

Au début du XIe siècle, les moines de Saint-Martial de Limoges se lancent dans une entreprise de falsification historique de grande ampleur, pour obtenir que saint Martial soit considéré non plus comme un confesseur de la foi, mais comme un apôtre : ce compagnon du Christ est au sommet de la hiérarchie des saints, alors que le confesseur se place loin derrière, après l'apôtre mais également le martyr. L'histoire recomposée fait donc de Martial le jeune garçon ayant apporté les cinq pains et les deux poissons pour la multiplication des pains. Il aurait ensuite servi les apôtres à table lors de la Cène, avant d'être envoyé par saint Pierre évangéliser la Gaule, à la demande du Christ. En 1023, cette campagne de promotion aboutit à la requalification du saint, de confesseur à apôtre, dans les offices liturgiques célébrés à l'abbaye. L'évêque de Limoges s'y opposant, le duc convoque un concile provincial, réunissant les évêques d'Aquitaine. L'assemblée porte saint Martial au rang des apôtres, ce qui couronne les efforts des moines. L'opposition de l'évêque et des chanoines conduit à plusieurs nouveaux conciles, mais l'opinion des moines prévaut à chaque fois. L'un d'entre eux, Adémar de Chabannes, rédige pour l'un de ces conciles une vita de saint Martial.
Un chantier de reconstruction complète de l'église abbatiale, consacrée au Sauveur, est lancé vers 1017-1018 pour accompagner cette entreprise de réécriture de l'histoire. Le chantier a pour objectif de promouvoir le pèlerinage, notamment par des locaux plus adaptés. Le chevet de la nouvelle église est dédicacé par l'évêque de Limoges, à la demande de l'abbé Odolric, en 1028. En 1043, un incendie détruit une partie des bâtiments conventuels et endommage le chantier en cours.

### Époque clunisienne
L'abbaye est donnée à l'ordre de Cluny en 1062 par le vicomte de Limoges, Adémar. Les moines de Saint-Martial refusent de reconnaître l'autorité de Cluny, et, après la mort de l'abbé Mainard, l'installation du nouvel abbé, Adémar de Laurière, désigné par l'abbé de Cluny Hugues de Semur, est difficile. Il faut une intervention d'un légat pontifical, Pierre Damien, pour que l'ordre soit rétabli.
Le premier abbé clunisien, Adémar de Laurière, poursuit et achève les travaux de l'abbatiale : il installe notamment la table d'autel en marbre blanc commandée quelques décennies plus tôt par l'abbé Odolric, et construit les trois dernières travées de la nef de l'abbatiale, à l'ouest. L'église, probablement achevée, est finalement consacrée par le pape Urbain II en 1095, toujours sous l'abbatiat d'Adémar. Il fait également reconstruire une partie des bâtiments conventuels et y ajoute une infirmerie. Il développe également le rayonnement culturel de l'abbaye en y faisant produire des manuscrits richement enluminés.
Sous le deuxième successeur d'Adémar, Amblard, un incendie endommage les bâtiments conventuels en 1123, conduisant à une nouvelle reconstruction. Ces travaux, comme ceux d'Adémar, sont financés par l'accroissement du temporel de l'abbaye. À la fin du XIIe siècle, l'abbaye, comme la ville de Limoges, est prise dans les troubles causés par l'opposition entre Henri le Jeune, son père, Henri II Plantagenêt le roi d'Angleterre, et son frère cadet Richard Cœur de Lion. Pour financer ses campagnes militaires, Henri le Jeune pille le trésor de Saint-Martial. Ces événements, ainsi qu'un conflit lors d'une élection abbatiale en 1214, mettent l'abbaye dans une situation financière difficile.
L'abbé Hugues de Brosse (1198-1214) est à l'origine de la reconstruction de l'ensemble des bâtiments conventuels situés autour du grand cloître. Le projet, inscrit dans le cadre d'une émancipation progressive vis-à-vis de Cluny, est extrêmement ambitieux et s'inspire des grands monuments gothiques de la France du nord. L'aile orientale, avec la salle capitulaire, le dortoir et la chapelle Saint-Benoît, sont sans doute achevées en 1224. Les galeries du cloître sont achevées en 1249, après le réfectoire sur lequel elles s'appuient.
L'abbé Raymond Gaucelm, élu en 1226, rétablit la situation financière de l'abbaye, puis lance de nouveaux travaux de grande ampleur sur les bâtiments conventuels. Il enrichit également le trésor. Sous son abbatiat, l'abbaye se détache progressivement de l'ordre de Cluny. Cette séparation est achevée par un accord en 1246.

### Déclin et disparition de l'abbaye
En 1535, sous l'impulsion de l'abbé Matthieu de Jovion, l'abbaye bénédictine de Saint-Martial de Limoges est sécularisée et devient une collégiale de chanoines. Elle décline tout au long de la période moderne, et ses bâtiments se dégradent, malgré quelques efforts ponctuels pour relever telle ou telle partie. Ainsi, la chapelle Saint-Benoît, confiée à la grande confrérie de saint Martial se voit restaurée par ses membres jusqu'à en faire « la plus élégante de toutes les constructions du monastère [...], une charmante construction toute à jour, en style gothique, qui reproduisait la forme et les dimensions de la Sainte-Chapelle de Paris ». Les chanoines manquent régulièrement d'argent ; en 1730, ils vendent une partie de la bibliothèque au roi de France Louis XV. Dès 1745, une partie des bâtiments conventuels est démolie. L'abbatiale est à son tour démantelée à la suite de la sécularisation des biens du clergé à la Révolution française, après 1791. Les vestiges archéologiques sont inscrits au titre des monuments historiques par arrêté du 12 mars 2019.

## Possessions de l'abbaye Saint-Martial de Limoges
L'abbaye Saint-Martial de Limoges possède de nombreuses dépendances et prieurés, dispersés dans tout le Sud-Ouest de la France, de l'actuel Aveyron jusqu'en Charente. Au XIIIe siècle, à l'apogée de l'abbaye, on en compte plus de quatre-vingts. Certains domaines sont donnés à l'abbaye dès le haut Moyen Âge : par exemple, la villa de Saint-Vaury est donnée à l'abbaye par le roi Pépin le Bref au VIIIe siècle. Les ducs d'Aquitaine Guillaume III, Guillaume IV Fièrebrace et Guillaume VII comptent également parmi les bienfaiteurs de l'abbaye. D'autres terres ou des redevances sont acquises par dons des évêques et des comtes de Limoges, des évêques de Périgueux, ainsi que des grandes familles de la région : les Lastours, les Bré, les Crosent ou les Magnac. Pour assurer la gestion des domaines et percevoir les redevances qui lui ont été données, ainsi que pour desservir les églises qui lui sont confiées, l'abbaye fonde des prieurés où s'installent des moines. Plus de la moitié sont situés dans le diocèse de Limoges, c'est-à-dire à peu près dans les départements actuels de la Haute-Vienne et de la Creuse. Il y en avait également neuf dans le diocèse de Saintes, huit dans celui de Périgueux et cinq dans celui de Bourges. S'ajoutent à ces prieurés deux abbayes de plein exercice, celles de Chambon et de Vigeois.

## Architecture

### La première basilique du Sauveur
Divers éléments subsistent de la première basilique du Sauveur, et peut-être de l'éventuel palais carolingien dont elle aurait fait partie : une statuette d'empereur à cheval qui surmontait la fontaine du Chevalet, une ancienne fontaine située rue des Combes, détruite en 1783 ; des fragments de dalles gravées, provenant peut-être d'un chancel, retrouvés au XIXe siècle sur le site de Saint-Martial et aux abords, et aujourd'hui conservés au musée des Beaux-Arts de Limoges. L'autel principal était probablement orné d'un devant d'autel en or, peut-être offert par Charles le Chauve.
Des opérations archéologiques menées en 2010 et 2012 révèlent des maçonneries montrant différents états de la basilique du Sauveur. Elles sont suivies par des sondages en 2014 ; ceux-ci ayant mis au jour des éléments importants, ils sont suivis par deux campagnes de fouilles programmées en 2015 et 2016. Ces recherches ont mis au jour un bâtiment sous la nef et le transept de l'abbatiale romane, probablement l'ancienne église du Sauveur, peut-être datables du VIIIe siècle, puis plusieurs fois remaniés. L'un des réaménagements a conduit à la mise en place d'une salle munie d'une abside à pans occidentée, dont chaque pan est ouvert par une niche cruciforme, qui pourrait avoir été la salle des reliques de saint Martial construite à l'époque carolingienne. Un peu plus tard, la construction d'un transept permet d'assurer la circulation entre la basilique et l'église Saint-Pierre-du-Sépulcre.

### L'abbatiale romane

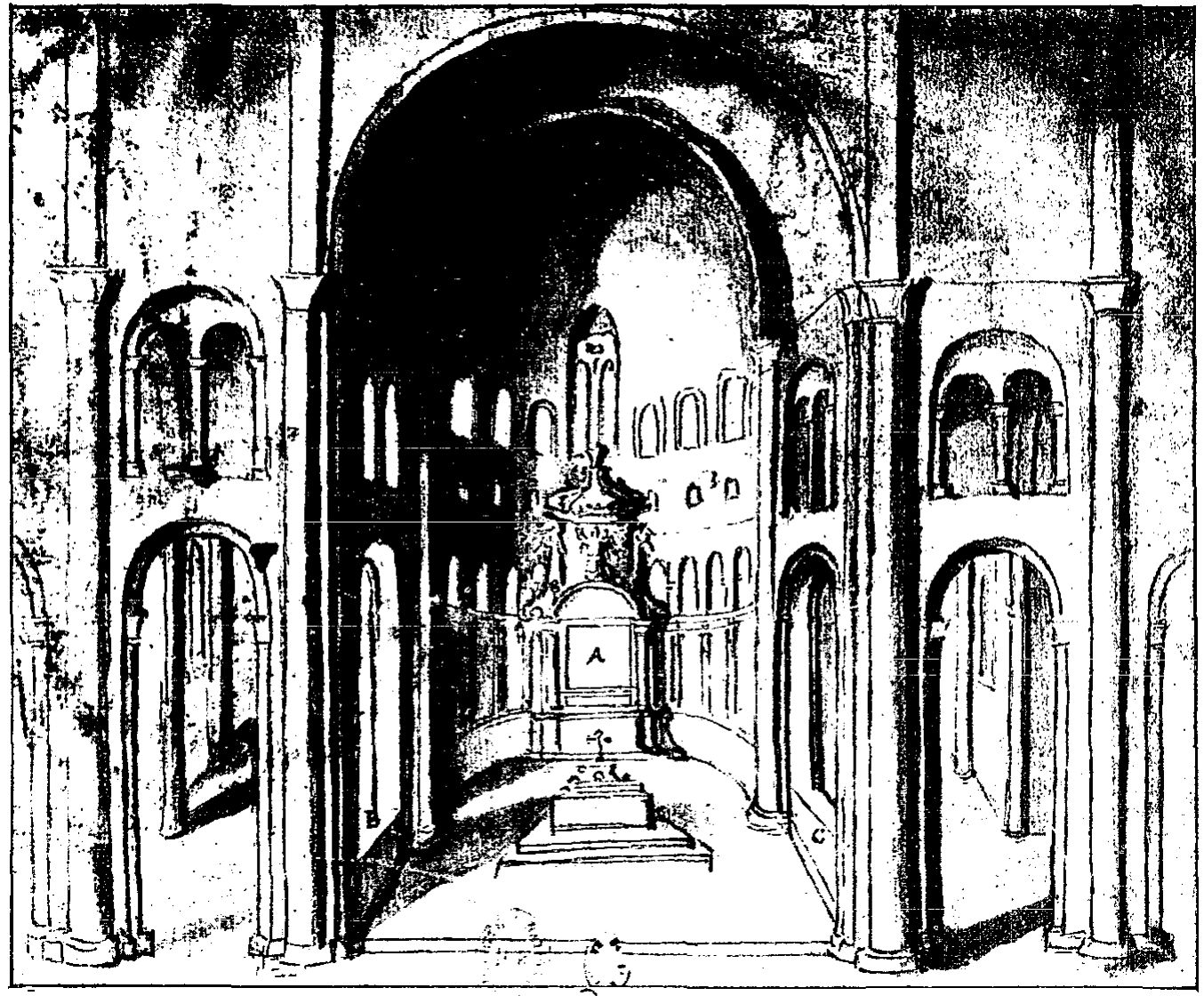
Chevet de l'abbatiale Saint-Martial de Limoges, en 1726.

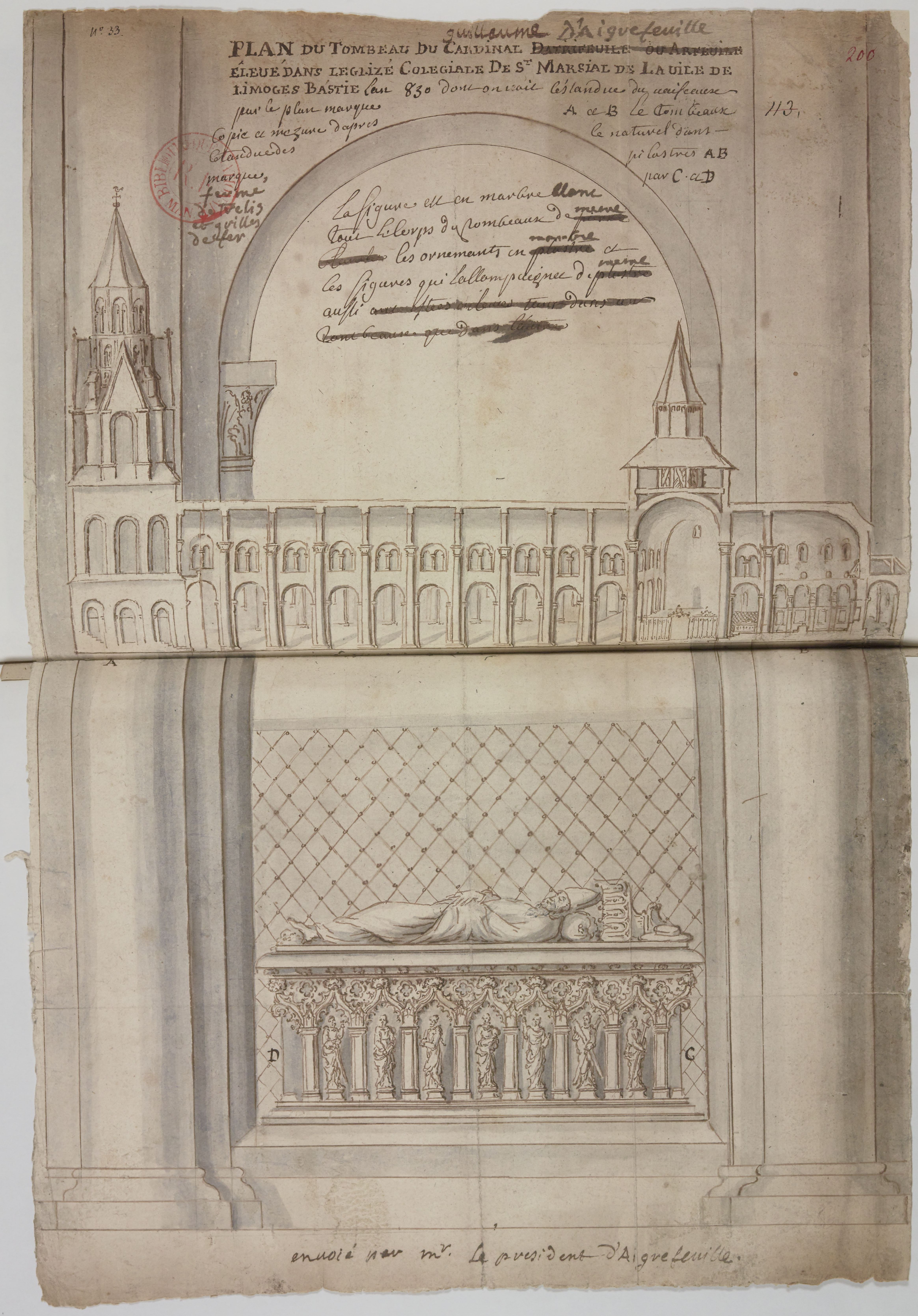
Coupe longitudinale de l'abbatiale de Saint-Martial de Limoges.

L'église romane était orientée à l'est. L'entrée se faisait par une tour-porche placée à l'ouest. De là, on entrait dans une nef à trois vaisseaux, voûtée en berceau sur doubleaux et croisée par un transept débordant aux bras inégaux : le bras nord était plus court que le bras sud et s'achevait en biais, car il était limité par l'église Saint-Pierre-du-Sépulcre où se trouvait le tombeau de Martial. Un portail permettait un accès direct à chaque bras. Le chevet était composé de deux travées droites, puis d'un hémicycle à huit colonnes, où se trouvait l'autel matutinal (celui sur lequel était célébrée la première messe, à l'aurore, lors des fêtes). Autour de ce chœur, un déambulatoire donnait accès à cinq chapelles rayonnantes semi-circulaires, auxquelles s'ajoutaient deux chapelles orientées ouvrant dans le transept. Dans la nef, de grandes arcades permettaient le passage aux bas-côtés et retombaient, comme les arcs doubleaux de la voûte, sur des piles composées ; au-dessus, des tribunes contrebutaient la voûte. Dans le chevet, au-dessus de la série d'arcades ouvrant sur le déambulatoire, un niveau de petites ouvertures sous combles s'intercalait au-dessous d'une série de fenêtres hautes.
Le plan et l'élévation de Saint-Martial de Limoges sont très proches de ceux de l'abbatiale Sainte-Foy de Conques, et plus largement d'un groupe d'églises sensiblement contemporaines qui compte aussi les basiliques Saint-Martin de Tours et Saint-Sernin de Toulouse et la cathédrale de Saint-Jacques-de-Compostelle. Ces églises ont été regroupées par Émile Mâle et Élie Lambert sous le vocable d' « églises de pèlerinage », mais ce concept et les hypothèses qui l'accompagnaient sont remis en cause par la recherche plus récente : on leur reproche notamment d'isoler ces cinq édifices de leur contexte et d'ignorer la chronologie propre à chacun des édifices.
Les fouilles de 2015-2016 ont permis de mettre au jour les substructions du chevet de l'église romane. Réalisées avec un grand soin, avec des angles en pierre de taille et des parements en petit appareil aux joints beurrés, elles montrent que le plan du chevet fut tracé au compas, sur un espace préalablement décaissé et aplani. La forme des chapelles et leur nombre, comparables au chevet de Saint-Aignan d'Orléans, ont conduit les archéologues à proposer d'associer ce chevet à la dédicace de 1028. Les restes du transept montrent quant à eux de nombreux changements de partis, et l'adaptation aux constructions préexistantes.

### L'église Saint-Pierre-du-Sépulcre
L'église Saint-Pierre-du-Sépulcre abritait le tombeau de saint Martial. Ce dernier avait été inhumé au IVe siècle dans une nécropole périurbaine, près de laquelle une église en petits moellons réguliers est construite à la fin du Ve siècle ou au début du VIe siècle, sans doute par l'évêque Rurice. On en sait peu de choses : elle s'achevait à l'est par un chevet rectangulaire, dont le mur oriental accueillait un sarcophage à toit en bâtière contenant les reliques d'un saint non identifié. Le tombeau de saint Martial était, lui, dans une petite chapelle, un peu à l'est de l'église. Un atrium séparait les deux espaces, puis, peut-être au VIIe siècle, l'église du Sépulcre est prolongée jusqu'au mausolée de saint Martial. Le mur oriental est ensuite transformé en abside, peut-être dès le VIIe siècle, puis cette abside est reconstruite, à une date mal connue : à l'époque de l'abbé Guigues (974-991) ou un peu plus tard, au début de l'époque romane. Un incendie amena la création d'un décor peint : un enduit blanc à faux joints rouges. À la fin du Moyen Âge, l'église est légèrement remaniée, notamment par l'ouverture de grandes fenêtres gothiques et l'ajout de contreforts aux angles du chevet, peut-être rendus nécessaires par l'ajout ou la réfection d'une voûte. Six portes donnaient accès à la chapelle Saint-Benoît, à l'abbatiale Saint-Martial et au cloître, dont certaines sont par la suite murées. L'église Saint-Pierre-du-Sépulcre est détruite à la Révolution française. L'ensemble, redécouvert en 1960 lors de fouilles, a été présenté au public dans la crypte archéologique créée après ces travaux. Depuis 2006, le site fait l'objet de nouvelles campagnes de fouilles. L'opération de 2015 a révélé le mur sud de l'église Saint-Pierre-du-Sépulcre, avec des annexes funéraires construites dès l'époque mérovingienne.

### Les bâtiments conventuels
| Plan de l'abbaye et des bâtiments conventuels : 1. Église Saint-Pierre-du-Sépulcre 2. Chapelle Saint-Michel 3. Passage 4. Salle capitulaire 5. Parloir 6. Salle des moines 7. Réfectoire 8. Cuisine 9. Cellier |

L'abbaye Saint-Martial comportait de nombreux bâtiments conventuels. La plupart d'entre eux était répartie autour de deux cloîtres. S'y ajoutaient trois chapelles, appelées chapelle Saint-Michel, Sainte-Marie de la Courtine et Saint-Nicolas, ainsi qu'une église, Saint-Pierre-du-Sépulcre, qui accueillait les reliques de saint Martial, mais également une bibliothèque, une hôtellerie, un hôpital, ainsi que la maison de l'abbé. L'ensemble était fermé par une enceinte.

#### Autour du grand cloître
Le grand cloître se trouvait sur le côté nord de l'abbatiale, dont il était séparé par un espace. Le bâtiment à l'est de ce cloître accueillait, du sud au nord, un passage vers la chapelle Saint-Benoît, puis la salle capitulaire carrée, voûtée d'ogives reposant sur quatre piliers, formant ainsi neuf travées. On y accédait depuis le cloître par une porte qu'entouraient deux baies. Ensuite venaient le parloir et l'escalier montant à l'étage ; enfin la salle des moines occupait les quatre travées nord du bâtiment. À l'étage se trouvait le dortoir des moines, transformé en grand grenier à grain après la sécularisation de 1535. Un réfectoire grandiose fermait le cloître au nord. Il faisait l'admiration des visiteurs jusqu'à l'époque moderne. Une file de six colonnes fines séparait la salle en deux vaisseaux et sept travées et portait les voûtes d'ogives qui couvraient le bâtiment, sans doute construit sur le modèle des grands réfectoires gothiques du XIIIe siècle, dont le plus célèbre est celui du prieuré Saint-Martin-des-Champs, à Paris. Une cuisine, située à l'extrémité occidentale du réfectoire, le desservait. Un cellier occupait l'aile ouest du cloître. Une cave construite à partir de 1220, peut-être au sous-sol de ce bâtiment, permettait la conservation du vin. Cette aile occidentale, rapidement abandonnée puis détruite après la sécularisation de l'abbaye, est mal connue. Des galeries probablement voûtées couraient le long du pourtour du cloître. Le tympan des baies qui ouvraient sur le centre du cloître accueillait des vitraux. Vingt-deux statues de pierre complétaient le décor de cette partie du monastère.

#### Le cloître de l'infirmerie
De l'autre côté du bâtiment oriental se trouvait l'infirmerie avec son petit cloître. La chapelle Saint-Benoît communiquait avec l'église Saint-Pierre du Sépulcre, la salle capitulaire et le cloître de l'infirmerie : elle servait sans doute de chapelle à ces deux lieux du monastère. Elle avait la forme d'un vaisseau unique, long de trois travées ; à l'est, elle était fermée par une abside polygonale, dont la clef de voûte, représentant le Christ bénissant, est conservée au musée des Beaux-Arts de Limoges.

#### Les autres bâtiments
Une chapelle, appelée Sainte-Marie de la Courtine, se trouvait à l'emplacement de l'actuel 1, rue de la Courtine. Cette parcelle a fait l'objet de fouilles en 2012, à la suite d'une découverte fortuite dans le cadre de la construction d'un magasin Eurodif. Ces fouilles ont permis la découverte d'une nécropole gallo-romaine, comprenant environ deux cents sépultures. Parmi elles, un mausolée daté du IVe siècle, qu'une première transformation, peut-être au Ve ou VIe siècle, dota d'un plan tréflé, avec trois absides au nord, au sud et à l'ouest. L'édifice a alors deux niveaux : des salles supérieures et deux pièces semi-enterrées en partie ouest, séparées par une arcade. Ces deux pièces subsistent presque entièrement ; la plus occidentale a même conservé sa voûte et les trois baies qui servaient à l'éclairage. Une bonne partie des matériaux de construction étaient des remplois de l'époque antique. La salle orientale présente des restes de plusieurs décors peints successifs, dont le plus récent date de la fin du Moyen Âge. Les salles supérieures sont quant à elles entièrement perdues. Aux VIIe et VIIIe siècles, les absides sont abandonnées, et l'édifice est agrandi à l'est, par un prolongement de sept mètres et une nouvelle abside. Probablement s'agit-il de transformer l'ancien mausolée en une véritable église funéraire. Cette dernière est donc sans doute l'une des églises de l'ensemble religieux primitif de ce qui deviendra l'abbaye. Le bâtiment, qui existait encore au début du XVIIIe siècle, tombait en ruines. Il est détruit en 1742 par l'intendant Louis-Urbain Aubert de Tourny, dans le cadre d'un projet de rénovation de la voirie. Deux autres chapelles étaient dédiées à saint Michel et saint Nicolas. S'y ajoutaient une bibliothèque, une hôtellerie, la maison abbatiale, le tout entouré par l'enceinte, ainsi qu'un hôpital.

## Rayonnement culturel
L'abbaye Saint-Martial de Limoges fait de Limoges et sa région un important foyer de création artistique. Ces foyers sont connus sous l'appellation générique d'« œuvre de Limoges » pour l'émail, mais la région comptait également des foyers littéraires et musicaux. Un répertoire para-liturgique, poétique et musical s'y développe également, qui voit la composition de tropes et le développement de l'organum, une forme de polyphonie.

### La bibliothèque et le scriptorium de Saint-Martial

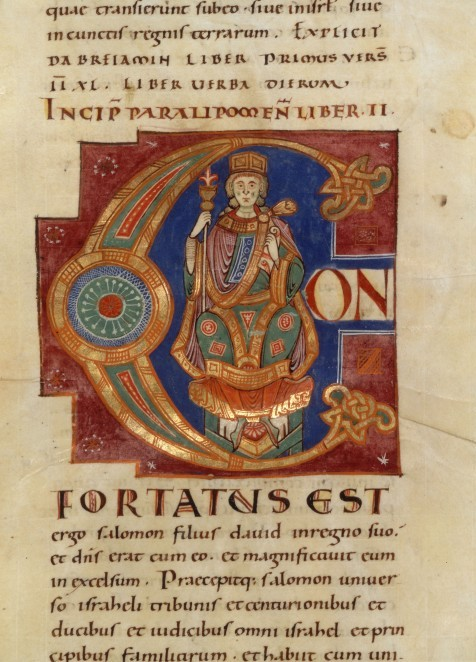
Seconde Bible de Saint-Martial, BnF, ms. lat. 8.

#### Lescriptorium
Le scriptorium de l'abbaye Saint-Martial se développe à partir du Xe siècle. Un manuscrit des Évangiles décoré à Tours à l'époque d'Alcuin (796-804), aujourd'hui conservé à la BnF (ms. latin 260), influence considérablement ces commencements. Les premières productions connues du scriptorium sont une Bible monumentale, dite Première Bible de Saint-Martial de Limoges, et un Lectionnaire-passionnaire, tous deux créés vers le milieu ou dans le troisième quart du Xe siècle. Le style de ces manuscrits est caractérisé par l'importance et l'ampleur des décors végétaux. Il évolue ensuite progressivement : dans le second quart du XIe siècle, le décor végétal s'enrichit d'un nouveau motif, la palmette dite aquitaine, partagée par les scriptoria du sud-ouest de la France, comme l'abbaye de Moissac : le lobe majeur de la palmette donne naissance à une nouvelle palmette, et ainsi de suite. Cette époque voit la production de plusieurs Tropaires-prosaires (BnF, ms. lat. 1121 et 1119). En 1062, l'affiliation de l'abbaye à l'ordre de Cluny entraîne une influence de l'enluminure clunisienne sur le scriptorium limougeaud. Les enlumineurs gardent cependant une grande fidélité à leurs motifs traditionnels. L'apogée de l'abbaye est la production de la Seconde Bible de Saint-Martial (BnF, ms. lat. 8), réalisée vers 1100.

#### La bibliothèque de l'abbaye
L'abbaye Saint-Martial, contrairement à d'autres établissements religieux, dispose dès le XIIIe siècle d'un lieu spécifique pour regrouper les livres. La libraria est située dans la chapelle Saint-Michel, construite par Pierre de Verteuil, bibliothécaire de l'abbaye mort en 1211. Au XVIe siècle, elle y est encore installée. Cette chapelle était probablement située dans l'abbatiale, près des orgues. Elle donne dans le bas-côté nord, et un passage la relie à l'église Saint-Pierre-du-Sépulcre.
Les plus anciens bibliothécaires sont mal connus, bien qu'on dispose de quelques noms. Pierre de Verteuil fait réaliser le premier inventaire connu des livres qu'il conserve. Son successeur, Bernard Ithier, est sans doute le bibliothécaire le mieux connu. Il devient sous-bibliothécaire en 1195, puis bibliothécaire en 1204. Il meurt en 1225. Il cumulait sa fonction avec celle de chantre, et a réalisé de nombreuses tables de pièces liturgiques. Il a également réalisé plusieurs inventaires des livres de la bibliothèque. On connait les noms de ses successeurs jusqu'à la fin du XIIIe siècle, mais après lui, nous ne disposons plus d'inventaires de la bibliothèque, qui semble péricliter.
De cette bibliothèque médiévale, quelque deux cents manuscrits sont vendus au roi de France en 1730. Ils sont aujourd'hui conservés à la Bibliothèque nationale de France et constituent l'essentiel de ce qui subsiste aujourd'hui de la bibliothèque de l'abbaye. Quelques autres manuscrits sont dispersés dans diverses bibliothèques, dont la Médiathèque Francophone Multimedia de Limoges.

### La musique et la liturgie à Saint-Martial

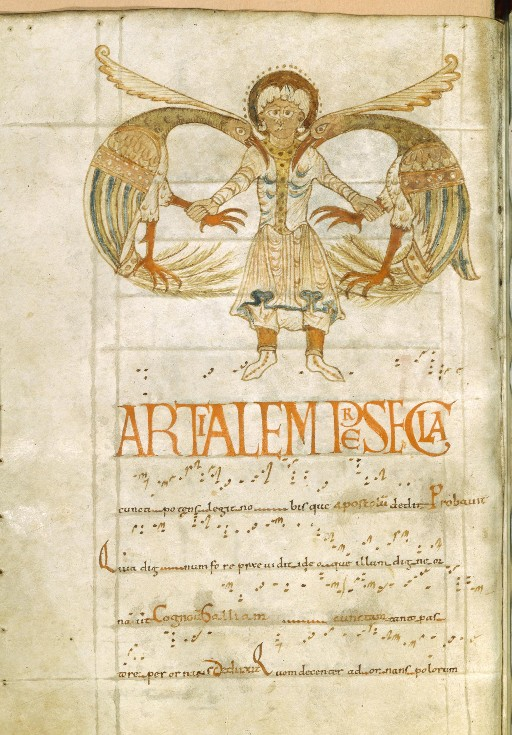
Tropaire-prosaire de Saint-Martial de Limoges.

L'abbaye Saint-Martial de Limoges est l'un des principaux acteurs d'un courant de la musique médiévale, entre le XIe et le début du XIIIe siècle, auquel elle a donné son nom : l'école de Saint-Martial. Ce courant regroupe la production musicale de toute l'Aquitaine, jusqu'à Moissac et Narbonne. Cependant, l'abbaye de Limoges en est le centre le plus important. Pour soutenir le développement de la légende de saint Martial, Adémar de Chabannes lance un mouvement de production de musique liturgique innovante. Les nombreux manuscrits liturgiques issus de la bibliothèque de l'abbaye, aujourd'hui conservés à la Bibliothèque nationale de France, sont la principale source qui permet aux musicologues d'étudier cette production. Ils ont donné à ce courant son nom d'école de Saint-Martial, bien que la plupart n'aient pas été produits à l'abbaye. Ce courant musical aquitain joue un rôle particulier dans le développement de la musique liturgique, en inventant de nouvelles formes, comme les tropes et séquences, et en développant la pratique du chant polyphonique, avec l'organum.

### La production d'émaux: l'Œuvre de Limoges

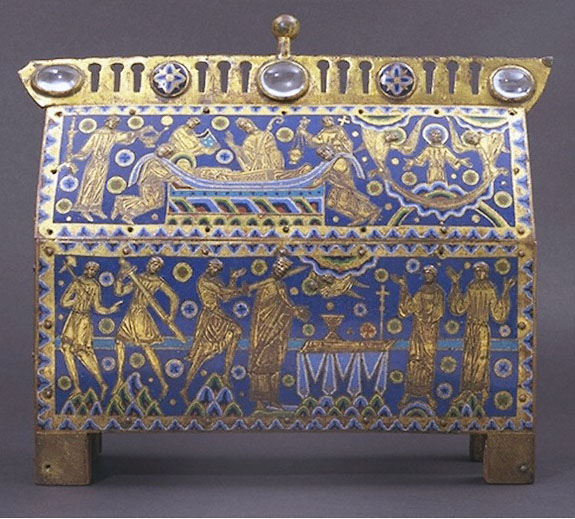
Reliquaire de saint Thomas Beckett, 1180-1190, Londres, Victoria and Albert Museum.

L'abbaye Saint-Martial occupe également un rôle de premier plan dans la production d'émaux champlevés qui se développe en Aquitaine à partir du XIe siècle. Cette production se développe dans un premier temps autour de l'abbaye de Conques, mais à partir du milieu du XIIe siècle, les lieux de production se diversifient : on trouve des ateliers à Angers, Le Mans ou Limoges.
Dans la deuxième moitié du XIIe siècle, la ville de Limoges prend un grand essor, au point que la production émaillée est désormais connue sous le nom d'opus lemovicense, ou Œuvre de Limoges. Les objets produits sont surtout des objets liturgiques, destinés au culte ; à partir du milieu du XIIIe siècle, on trouve également des plaques funéraires, comme celles des enfants de saint Louis. À partir de la fin du XIIIe siècle, la production diminue et devient plus locale. Les ateliers disparaissent progressivement au cours du XIVe siècle, puis s'éteignent tout à fait lorsque les armées du Prince Noir saccagent la ville en 1370.
Les ateliers étaient sans doute tenus par des laïcs, mais l'abbaye joue un rôle très important dans la production : elle fournit les commandes et les thèmes d'objets liturgiques, à la fois pour elle-même et pour ses quelque quatre-vingts prieurés. Elle est également un centre de pèlerinage important et un point d'étape vers Compostelle, ce qui provoque un flux de pèlerins qui sont autant de clients potentiels.

## La crypte Saint-Martial

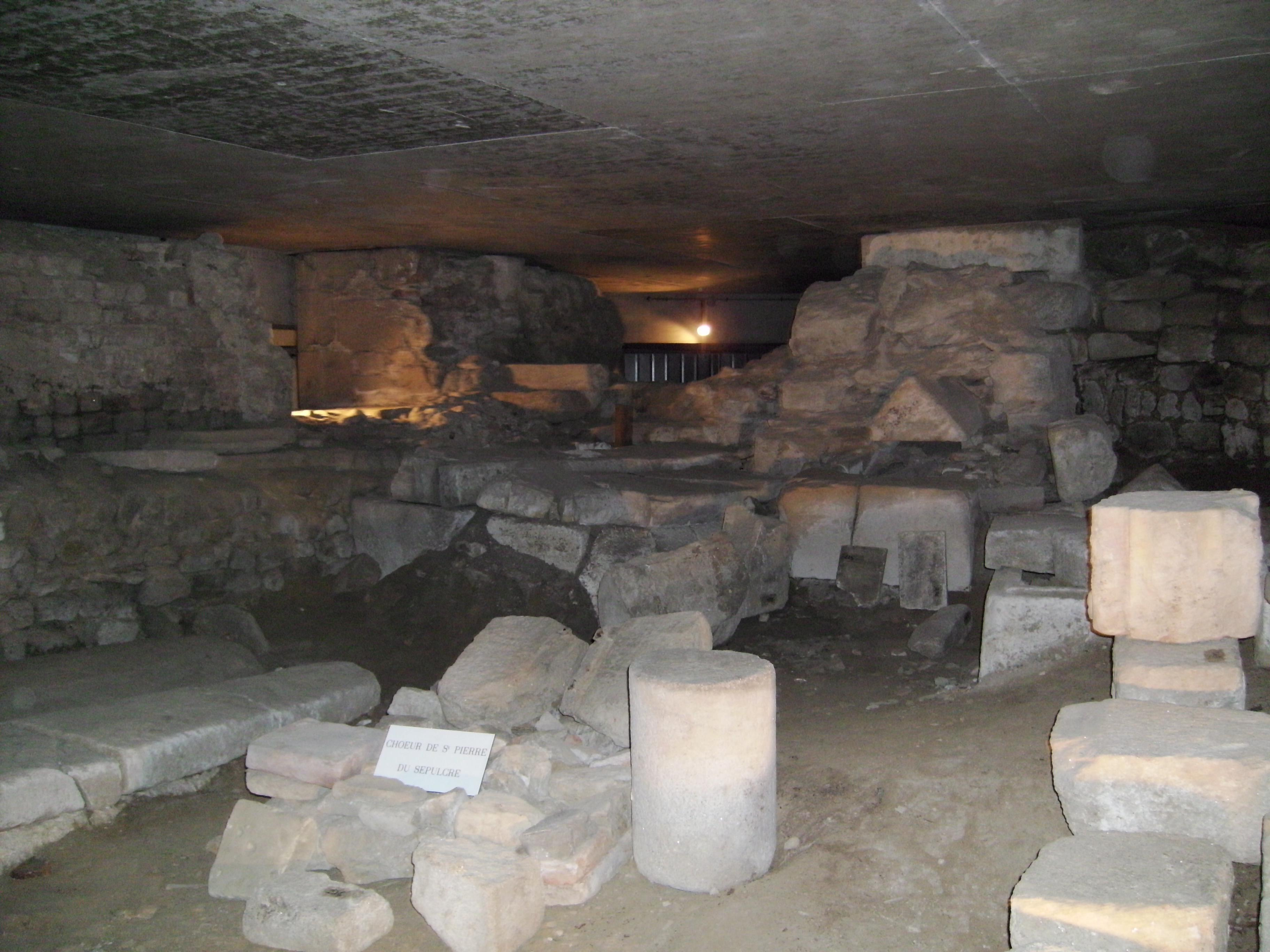
Vestiges de l'église Saint-Pierre-du-Sépulcre, aujourd'hui crypte archéologique Saint-Martial.

Dans les années 1960, la création d'un parc de stationnement souterrain place de la République entraîne la réalisation de fouilles archéologiques par la société archéologique et historique du Limousin (SAHL).
Celles-ci ont permis la redécouverte des anciennes églises Saint-Pierre-du-Sépulcre et Saint-Benoît, d'une petite partie du cloître, mais surtout du tombeau de saint Martial, avec les sarcophages de ses compagnons Austriclinien et Alpinien et le réceptacle des reliques de sainte Valérie de Limoges. Ces vestiges ont été préservés dans une crypte, la première crypte archéologique en France.
Différents éléments lapidaires, dont un ensemble de chapiteaux du XIe siècle et l'original de la mosaïque du Xe siècle, qui marquait le tombeau de saint Martial, sont conservés au musée de l'Évêché.
La crypte, située sous la place de la République, manquait de visibilité au début des années 2000 ; le circuit de visite était peu fluide du fait de culs-de-sac et l'appareil documentaire était fort limité. Par conséquent, le nombre de visiteurs était faible, 3 900 visiteurs en 2004. Depuis 2006, la crypte fait l'objet de nouvelles campagnes de fouilles archéologiques et n'est plus visitable. Des visites découvertes sont cependant ponctuellement organisées pour le public dans le cadre des Journées européennes du patrimoine. Un projet de mise en valeur des vestiges est en cours de définition à la fin de l'année 2017.
La crypte a été classée monument historique par arrêté du 27 mai 1966.